# Barclay Hope
Pour les articles homonymes, voir Hope.
Barclay Hope est un acteur canadien, né le 25 février 1958 à Montréal (Canada).

## Filmographie

### Comme acteur

#### Cinéma
- 1986 : The Last Season : Tom Powers
- 1987 : Rolling Vengeance : Steve Tyler
- 1989 : The Long Road Home : Barry Berger
- 1998 : The Wager : Richard
- 2000 : Bed and Breakfast : Father, Lizard (voix)
- 2000 : Sexe Intentions 2 (Cruel Intentions 2) (vidéo) : Mr. Felder
- 2003 : La Paye (Paycheck) : Suit
- 2004 : The Truth About Miranda : Vince
- 2005 : Fetching Cody : Mr. Wesson
- 2011 : Destination finale 5 (Final Destination 5) : Docteur Leonetti
- 2013 : Assaut sur Wall Street : Ian Marwood

#### Télévision

##### Séries télévisées
- 1983-1984 : Hangin' In (épisodes 4x01 / 4x13 / 5x10) : Monty / Kent / Scott
- 1987 : Brigade de nuit (saison 3, épisode 4) : John Tiller
- 1987 / 1990 : Vendredi 13 (épisodes 1x01, 1x09 / 3x12) : Lloyd / Steve Wells
- 1988-1989 : Ramona (saison 1, épisodes 5, 7 & 9) : Uncle Hobart
- 1989 : Les Chevaliers de la nuit (Knightwatch) (saison 1, épisode 7) : Roy
- 1989 : La Cinquième Dimension (saison 3, épisode 16) : Gerry Cross
- 1988 / 1989 : Alfred Hitchcock présente (épisodes 3x05 / 4x14) : Oliver Craig / Harvey
- 1990 : La Nouvelle Guerre des mondes (War of the Worlds) (saison 2, épisode 18) : MP
- 1990 : Le voyageur (saison 6, épisode 7) : Ken Wilder
- 1991-1992 : Top Cops (saison 2, épisodes 1 / 21) : Gary Mitrovich / Brian McMullin
- 1992 : Le Justicier des ténèbres (saison 1, épisode 16) : Roger Jameson
- 1993 : Matrix (saison 1, épisode 2) : Harry Thacker
- 1992-1993 : Secret Service (saison 1, épisodes 5 / 20) Breen / Mack
- 1990-1993 : E.N.G. reporters de choc (épisodes 1x21 / 4x11 / 5x06) : Pisaro / Simon Kent / Jim Baldwin
- 1993-1994 : Street Legal (en) : Mike Hayden
- 1994 : The Mighty Jungle (saison 1, épisode 13) : Brad
- 1993 et 1994 : Ready or Not (épisodes 1x04 & 2x06) : Coach
- 1995 : Kung fu, la légende continue (saison 3, épisode 3) : Larry
- 1995 : Chair de poule (saison 1, épisode 8) : Mr Hawkins
- 1996-2000 : Psi Factor, chroniques du paranormal : Peter Axon
- 2002 : Doc (saison 2, épisode 16) : Bobby Burnson
- 2003 : Battlestar Galactica (mini-série) : Transport Pilot
- 2004 : The Collector (saison 1, épisode 2) : Carter Baines
- 2003 et 2007 : Smallville (épisodes 2x13, 2x17 & 6x18) : Docteur
- 2004-2005 : The L Word (épisodes 1x10, 2x02 & 2x03) : Bert Gruber
- 2004-2006 : Stargate SG-1 : Colonel Lionel Pendergast
- 2005 : Cold Squad, brigade spéciale (saison 7, épisodes 12 & 13) : Evan Moss
- 2006 : Supernatural (saison 2, épisode 15) : Professeur Arthur Cox
- 2006 : The Path to 9/11 (mini-série) : John Miller
- 2007 : Traveler : Ennemis d'État (saison 1, épisodes 3, 5 & 8) : Joseph
- 2007 : Whistler (saison 2, épisode 9) : Mr Griffin
- 2007-2010 : Eureka : Général Mansfield
- 2009 : Defying Gravity (saison 1, épisode 7) : Candy Exec
- 2009 : Fringe (saison 2, épisode 3) : Andrew Burgess
- 2010-2011 : Hellcats (saison 1, épisodes 4, 13, 20 & 21) : Parker Monroe
- 2011 : Facing Kate (saison 1, épisode 3) : Joe Riley
- 2011 : Sanctuary (saison 3, épisode 18) : Commandant de la sécurité à Carentan
- 2011-2012 : The Killing : Michael Ames
- 2012 : The Listener (saison 3, épisode 7) : Thomas Vallance
- 2013 : Dr Emily Owens (Emily Owens, M.D.) (saison 1, épisode 10) : Frank
- 2013 : L'Heure de la peur (saison 3, épisode 13) : Dad
- 2013 : Retour à Cedar Cove (saison 1, épisode 1) : Sénateur Pete Raymond
- 2014 : Supernatural (saison 10, épisode 11) : Russel Wellington
- 2014 : Witches of East End (saison 2, épisode 7) : William Hutton
- 2015 : Girlfriends' Guide to Divorce (saison 1, épisode 12) : Artie
- 2014-2015 : Once Upon a Time (saison 4, épisodes 5 & 17) : père de Lily / homme
- 2015 : IZombie (saison 1, épisode 7) : James Sparrow
- 2015 : Wayward Pines : Brad Fisher
- 2015 : Garage Sale Mysteries (saison 1, épisode 4) : Ted Thompson
- 2016 : Timeless (saison 1, épisode 3) : General
- 2017 : Prison Break (saison 5, épisode 7) : Harlan Gaines
- 2017 : Rogue
- depuis 2017 : Riverdale : Cliff Blossom / Claudius Blossom
- 2018 : Aurora Teagarden Mysteries (saison 1, épisode 7) : Joel Parker
- 2018 : Unreal : Asa Goldberg
- 2018 : Salvation (saison 2, épisodes 1 & 4) : General Wallace
- 2017-2019 : Darrow & Darrow (mini-série) : Raymond
- 2018 : Colony : Sal
- 2019 : Unspeakable (mini-série) : Principal Southwood
- 2020 : Upload : Oliver Kannerman

##### Téléfilms
- 1986 : Crime de la passion (The High Price of Passion) : Officer #1
- 1993 : Gross Misconduct : Greg Polis
- 1994 : To Save the Children : Tom Little
- 1994 : Spencer: Le piège (Spenser: The Judas Goat) : Flanders
- 1995 : Chair de poule (Goosebumps) : Mr. Hawkins
- 1996 : Danielle Steel: Souvenirs d'amour (Remembrance) : Dr. Beech
- 1997 : Dead Silence : Sheriff Gene Stillwell
- 1998 : The Garbage Picking Field Goal Kicking Philadelphia Phenomenon (en) de Tim Kelleher : Mitchell
- 1999 : Strange Justice (en) : Tom Daniels
- 2000 : Au bout de la nuit (Range of Motion) : Jay Berman
- 2001 : Les Osmond (Inside the Osmonds) : Jack Regas
- 2001 : Tout pour mon fils (Dangerous Child) : Frank
- 2001 : The Facts of Life Reunion : Robert James
- 2001 : 'Twas the Night : John Wrigley
- 2002 : Tu m'appartiens (ru) (You Belong to Me) : Aidan Masters
- 2003 : The Death and Life of Nancy Eaton : Jim
- 2003 : Soldier's Girl : Sergeant Howard Paxton
- 2003 : Lucky 7 : Partner
- 2003 : Word of Honor (en) : Sadowski
- 2004 : Too Cool for Christmas : Stan
- 2005 : Une ennemie si proche (Best Friends) : Kurt
- 2006 : Le Baby-sitter (The Stranger Game) : Paul Otis
- 2006 : Héritage criminel (Murder on Spec) : Duke Fairbanks
- 2007 : L'Insoutenable Vérité (Unthinkable) : Dan Bell
- 2008 : Un voisin trop charmant (The Boy Next Door) de Neill Fearnley : Edward
- 2009 : Chasseuse de tempêtes (Storm Seekers) : Henry Gersh
- 2010 : Patricia Cornwell : Tolérance zéro (At risk) : Jessie Huber
- 2012 : Un Noël sur mesure (The Christmas Consultant) : Jack Fletcher
- 2013 : Enquêtrice malgré elle (After All These Years) : Michael
- 2014 : Le Mariage de ses rêves (June in January) : Charlie Fraser
- 2020 : Le fabuleux destin de Noël (A Godwink Christmas: Meant for Love) de Paul Ziller : Nabeh Toda

### Comme producteur
- 1998 : The Wager (court métrage)